# Tom Iveson
Thomas David „Tom“ Iveson (* 9. März 1983 in Nottingham) ist ein ehemaliger britischer Shorttracker.

## Werdegang
Iveson wurde in seiner ersten Saison 2000/01 bei den Teamweltmeisterschaften 2001 in Nobeyama Siebter und bei den Weltmeisterschaften 2001 in Jeonju Sechster mit der Staffel. In der Saison 2001/02 kam er bei den Juniorenweltmeisterschaften 2002 in Chuncheon auf den 33. Platz im Mehrkampf sowie auf den 13. Rang mit der Staffel und bei den Teamweltmeisterschaften 2002 in Montreal auf den achten Platz. Nachdem er in der Saison 2002/03 bei den Europameisterschaften 2003 in Sankt Petersburg die Silbermedaille mit der Staffel gewinnen konnte, errang er dort den 12. Platz im Mehrkampf und bei den Weltmeisterschaften 2003 in Warschau den 14. Platz im Mehrkampf. 
In den folgenden Jahren lief Iveson bei den Europameisterschaften 2004 in Zoetermeer auf den 16. Platz im Mehrkampf sowie auf den achten Rang mit der Staffel, bei den Weltmeisterschaften 2004 in Göteborg auf den 26. Platz im Mehrkampf sowie auf den neunten Rang mit der Staffel, bei den Europameisterschaften 2005 in Turin auf den 25. Platz im Mehrkampf und auf den sechsten Rang mit der Staffel, bei den Weltmeisterschaften 2005 in Peking auf den 28. Platz im Mehrkampf sowie auf den siebten Rang mit der Staffel und bei den Europameisterschaften 2006 in Krynica-Zdrój auf den 13. Platz im Mehrkampf sowie auf den vierten Rang mit der Staffel. Im Januar 2007 holte er bei den Europameisterschaften in Sheffield die Bronzemedaille mit der Staffel. 
In der Saison 2007/08 erreichte Iveson in Salt Lake City mit dem dritten Platz mit der Staffel seine einzige Podestplatzierung im Weltcup und belegte bei den Teamweltmeisterschaften 2008 in Harbin den achten Platz. Außerdem gewann er bei den Weltmeisterschaften 2008 in Gangneung die Bronzemedaille und bei den Europameisterschaften 2008 in Ventspils die Silbermedaille mit der Staffel. Bei den Europameisterschaften im folgenden Jahr in Turin lief er auf den 13. Platz im Mehrkampf und auf den siebten Rang mit der Staffel. In seiner letzten aktiven Saison 2009/10 gewann er bei den Europameisterschaften 2010 in Dresden die Bronzemedaille mit der Staffel und absolvierte in Marquette seinen letzten Weltcup, welchen er auf dem 30. Platz über 1000 m beendete. Beim Saisonhöhepunkt, den Olympischen Winterspielen 2010 in Vancouver, belegte er den 30. Platz über 1000 m und den sechsten Rang mit der Staffel.

## Erfolge

### Olympische Spiele
- 2010 Vancouver: 6. Platz Staffel, 30. Platz 1000 m

### Shorttrack-Weltmeisterschaften
- 2001 Jeonju: 6. Platz Staffel
- 2003 Warschau: 12. Platz 500 m, 14. Platz Mehrkampf, 16. Platz 1000 m, 16. Platz 1500 m
- 2004 Göteborg: 9. Platz Staffel, 13. Platz 500 m, 22. Platz 1500 m, 26. Platz Mehrkampf
- 2005 Peking: 7. Platz Staffel, 26. Platz 1500 m, 28. Platz Mehrkampf, 28. Platz 1000 m, 30. Platz 500 m

### Team-Weltmeisterschaften
- 2001 Nobeyama: 7. Platz
- 2002 Montreal: 8. Platz
- 2008 Harbin: 8. Platz

### Europameisterschaften
- 2003 Sankt Petersburg: 2. Platz Staffel, 12. Platz Mehrkampf
- 2004 Zoetermeer: 8. Platz Staffel, 16. Platz Mehrkampf
- 2005 Turin: 6. Platz Staffel, 25. Platz Mehrkampf
- 2006 Krynica-Zdrój: 4. Platz Staffel, 13. Platz Mehrkampf
- 2007 Sheffield: 3. Platz Staffel
- 2008 Ventspils: 2. Platz Staffel
- 2009 Turin: 7. Platz Staffel, 13. Platz Mehrkampf
- 2010 Dresden: 3. Platz Staffel

## Persönliche Bestleistungen
| Disziplin | Zeit         | Datum            | Ort            |
| --------- | ------------ | ---------------- | -------------- |
| 500 m     | 42,217 s     | 17. Oktober 2008 | Salt Lake City |
| 1000 m    | 1:27,715 min | 18. Oktober 2008 | Salt Lake City |
| 1500 m    | 2:19,190 min | 3. Dezember 2004 | Saguenay       |
| 3000 m    | 5:25,085 min | 29. Oktober 2006 | Reims          |